# Carles d'Àustria (príncep d'Astúries)
Carles d'Àustria (Valladolid, 8 de juliol de 1545 - Madrid, 24 de juliol de 1568) va ser infant de Castella i príncep d'Astúries, Girona i Viana (1556-1568).

## Orígens
Va néixer a Valladolid el 8 de juliol de 1545, fill del llavors príncep d'Astúries, el futur rei Felip II de Castella, i de la seva esposa, Maria Manuela de Portugal. Va rebre el nom de Carles, en honor al seu avi, l'emperador Carles V. A més de l'emperador, era net, per via paterna, d'Isabel de Portugal, i per via materna de Joan III de Portugal i de Caterina d'Àustria, per tant, era besnét dels Reis Catòlics per les dues branques familiars.

## Infància
Va quedar orfe de mare als quatre dies de néixer. En va tenir cura durant la seva infància Leonor de Mascarenhas, que havia també a càrrec del Felip II en la seva infantesa. A més, a causa de les llargues absències del seu pare, es va criar amb les seves ties Maria i Joana, primer a Aranda de Duero i després a Toro, però ben aviat va quedar-se sol perquè totes dues van contraure matrimoni el 1548 i 1551, respectivament.
L'emperador Carles V, després de la seva tornada d'Alemanya el 1556, va determinar que Carles acabés la seva educació a la Universitat d'Alcalá. Hi va tenir com a companys a Joan d'Àustria i Alexandre Farnese.

## Príncep d'Astúries
Després de complir els quinze anys, el 22 de febrer de 1560, va ser jurat príncep d'Astúries a la catedral de Toledo.
Pels volts de 1560 està documentat que Carles va patir, i durant tres anys, de febres quartanes, d'acord amb el testimoni del metge de cambra Cristóbal de Vega a la carta dedicatòria de l'obra Comentarios sobre los aforismos de Hipócrates, adreçada al mateix Carles. A més, relata el mateix metge que el príncep va caure rodolant per unes escales. La forta caiguda li va causar una ferida greu al cap. L'accident gairebé li va costar la vida, es van sospesar totes les opcions per salvar-los, fins i tot cridar sanadors moriscos i fer pràctiques miracleres, com ficar la mòmia de Dídac d'Alcalà al llit de Carles. Finalment, va ser salvat gràcies a l'operació feta pel metge i anatomista flamenc Andreas Vesal.
El 1562, després de recuperar-se, el seu pare el va nomenar president del Consell d'Estat, un intent infructuós per part d'aquest per fer-lo prendre contacte amb el govern de la nació, ja que els seus problemes mentals s'agreujaven.

## Els Països Baixos
Felip II va pensar a casar-lo amb Maria Estuart d'Escòcia, però finalment va rebutjar la idea. Carles d'Habsburg volia governar els Països Baixos com el seu pare li va prometre el 1559, però a causa de la seva incapacitat per governar i la forta resistència als Països Baixos contra la repressió del protestantisme per part de Castella, el seu pare va incomplir aquesta promesa.
Un dels líders als Països Baixos, el general flamenc i comte d'Egmont va tenir contacte a Madrid amb Carles el 1565, el qual estava pensant a escapar-se fins allà. L'infant castellà va confiar el seu pla al príncep d'Éboli, el qual va informar immediatament el rei. El 1566 el comte de Horne, Felip de Montmorency-Nivelle va arribar a Madrid representant el general d'Egmont i també va tenir contacte amb el príncep. El duc d'Alba va empresonar més tard Felip de Montmorency, que va ser executat després de ser condemnat pel Tribunal dels Tumults, un tribunal d'excepció presidit pel mateix Alba. El príncep Carles va demanar ajuda a Joan d'Àustria per poder viatjar fins a Itàlia, i d'allà als Països Baixos, però aquest també va informar el rei i el pla fou abandonat.
Davant els excessos del seu fill i veient que la seva salut mental s'anava debilitant, Felip II va manar el gener de 1568 que el tanquessin a les seves estances sense rebre correspondència i amb limitada comunicació amb el món exterior. Hi va morir el 28 de juliol d'aquell mateix any.
Les seves despulles van ser dipositades al convent de Santo Domingo el Real de Madrid fins que el 8 de juny de 1573 van ser traslladades al panteó d'Infants del monestir d'El Escorial.